# 津松菱
株式会社津松菱（つまつびし、英称：Tsu-Matsubishi Co., Ltd.）は三重県津市東丸之内にある日本の百貨店。津市内にある唯一の百貨店である。建物は地上7階・地下1階で、市内の代表的な鉄道駅である津駅からは南へ約2キロメートル離れているものの、丸の内は繁華街であり、国道23号に面する。津市など三重県中部から尾鷲市周辺にかけて南北約80キロメートルを商圏としている。
同じ「松菱」を名乗る系列百貨店が消滅したため、自らは松菱百貨店や松菱を名乗ることが多い。

## 歴史
1936年（昭和11年）5月1日、三重県初の大型百貨店である大門百貨店として開業した。1955年（昭和30年）10月1日、静岡県浜松市の百貨店「松菱」を創業した谷政二郎によって、大門百貨店を継承する形で津松菱が設立され、1963年（昭和38年）には現在地に移転した。
谷政二郎は京都市の「丸物」（京都近鉄百貨店、本店は近鉄百貨店京都店を経て2007年（平成19年）閉店）を、兄の中林仁一郎と共同で創業した。谷によって会社が設立された津松菱も旧丸物系である。東海地方には同様の丸物系百貨店として、丸物岐阜支店の後身である岐阜近鉄百貨店（京都近鉄百貨店岐阜店）、豊橋丸物、丸栄など多数あったが、津松菱を除いて全て閉店した。現在は当店のほか、近畿地方で京都近鉄百貨店の関連会社「草津近鉄百貨店」が出店した近鉄百貨店草津店のみが残る。
平成に入ると、1993年（平成5年）の増床工事で多額の負債を抱え、バブル崩壊後の売り上げ低迷で赤字転落した。さらに、2001年（平成13年）11月には浜松の松菱が破産・閉店した際、津松菱は「浜松の松菱百貨店とは関係ない」と広報し、その出自を知る者からは不信を買って業績低迷に追い打ちをかける結果となった。これらの要因で業績が低迷したことにより、2003年（平成15年）には産業再生機構による支援により、再生ファンドであるフェニックス・キャピタルの資本を受けた。博多大丸で店長を務めた中山正勝を招聘して改革に乗り出し、従業員のリストラ、店内の改装や新規テナント誘致などで一定の成果を上げた。一方、創業者の孫である谷政憲は責任を取って取締役を辞任したものの、中山の要請で部長として残った。それによってバブル時代、三重県の代表する銀行の地域一番の百五銀行から津松菱へ６０億円の債務があったが話し合いによって今では考えられないが借金及び借り入れを棒引きにされた。（地域経済の為）
その後は食品や化粧品の強化によって経営を立て直し、12年連続で黒字を確保している。2019年（令和元年）9月、代表取締役が再び谷家出身者に戻り、谷政憲が社長に就任した。

## 特色
他社クレジットカード併用のポイントカード（現金のみで利用可能なカード有り）通称「マッピーカード」の発行推進をしている。
また、専用駐車場を持ち、駐車場料金を無料に設定している（他の契約駐車場は2時間まで無料）。さらに三交百貨店の閉店により空白地域になった松阪市、伊勢市などでの新規顧客開拓にも努めている。タカモリ第一交通（第一交通産業グループ）と提携して、前日までに予約すると出発から帰宅まで30分当たり1500円で利用できる「お買い物タクシー」も走らせ、自力で外出しにくい高齢者の取り込みも図る。
一方、自社運営のインターネット販売サイトを立ち上げ、地元メーカーなどからも出品させるほか、県内を回る旅行商品の販売や地元産品を販売する売場の1階への設置も行い、三重県内の魅力の発信にも努めている。インターネット販売サイトは他の地方百貨店でも使える汎用性の高いサイトを目指す。また、京王百貨店など全国の百貨店の催事へ津松菱自身が出展する取り組みも始めた。
駅から離れ周囲に大型商業施設もない立地であるが、このように地元客を集めるために様々な試みを続けている。
店休日が28日と、国内百貨店では最も多い（2023年3月～2024年2月での比較）。産業再生機構の支援下に入った2004年度、店休日を従来の25日から16日に減らして増収を図ったが、それに伴う勤務シフト調整で、常連客からなじみの店員がいなくて残念と言われることが多くなったため新型コロナ禍を機に見直し、丁寧な接客によるコンサルティング営業を重視している。
店内には谷政二郎が藤原家の流れを汲む実家で使っていた茶室が京都から移設された。
なお、以前当店に入っていた文房具店「ミフジ」は東側に別店舗を構え、営業を続けている。